# ATP de Bucareste
O ATP de Bucareste – ou Țiriac Open, atualmente – é um torneio de tênis profissional masculino, de nível ATP 250.
Realizado em Bucareste, capital da Romênia, estreou em 1993, teve pausa depois de 2016 e retornou em 2024. Os jogos são disputados em quadras de saibro durante o mês de abril.

## Finais

### Simples
| Ano                                     | Campeão                | Vice-campeão           | Resultado      |
| --------------------------------------- | ---------------------- | ---------------------- | -------------- |
| 2024                                    | Márton Fucsovics       | Mariano Navone         | 6–4, 7–5       |
| Torneio não realizado entre 2023 e 2017 |                        |                        |                |
| 2016                                    | Fernando Verdasco      | Lucas Pouille          | 6–3, 6–2       |
| 2015                                    | Guillermo García-López | Jiří Veselý            | 7–65, 7–611    |
| 2014                                    | Grigor Dimitrov        | Lukáš Rosol            | 7–62, 6–1      |
| 2013                                    | Lukáš Rosol            | Guillermo García-López | 6–3, 6–2       |
| 2012                                    | Gilles Simon           | Fabio Fognini          | 6–4, 6–3       |
| 2011                                    | Florian Mayer          | Pablo Andújar          | 6–3, 6–1       |
| 2010                                    | Juan Ignacio Chela     | Pablo Andújar          | 7–5, 6–1       |
| 2009                                    | Albert Montañés        | Juan Mónaco            | 7–62 7–66      |
| 2008                                    | Gilles Simon           | Carlos Moyá            | 6–3, 6–4       |
| 2007                                    | Gilles Simon           | Victor Hănescu         | 4–6, 6–3, 6–2  |
| 2006                                    | Jürgen Melzer          | Filippo Volandri       | 6–1, 7–5       |
| 2005                                    | Florent Serra          | Igor Andreev           | 6–3, 6–4       |
| 2004                                    | José Acasuso           | Igor Andreev           | 6–3, 6–0       |
| 2003                                    | David Sánchez          | Nicolás Massú          | 6–2, 6–2       |
| 2002                                    | David Ferrer           | José Acasuso           | 6–3, 6–2       |
| 2001                                    | Younes El Aynaoui      | Albert Montañés        | 7–65, 7–62     |
| 2000                                    | Juan Balcells          | Markus Hantschk        | 6–3, 3–6, 7–61 |
| 1999                                    | Alberto Martín         | Karim Alami            | 6–3, 6–2       |
| 1998                                    | Francisco Clavet       | Arnaud di Pasquale     | 6–4, 2–6, 7–5  |
| 1997                                    | Richard Fromberg       | Andrea Gaudenzi        | 6–1, 7–62      |
| 1996                                    | Alberto Berasategui    | Carlos Moyá            | 6–1, 7–65      |
| 1995                                    | Thomas Muster          | Gilbert Schaller       | 6–3, 6–4       |
| 1994                                    | Franco Davín           | Goran Ivanišević       | 6–2, 6–4       |
| 1993                                    | Goran Ivanišević       | Andrei Cherkasov       | 6–2, 7–65      |

### Duplas
| Ano                                     | Campeões                             | Vice-campeões                           | Resultado           |
| --------------------------------------- | ------------------------------------ | --------------------------------------- | ------------------- |
| 2024                                    | Sadio Doumbia Fabien Reboul          | Harri Heliövaara Henry Patten           | 6–3, 7–5            |
| Torneio não realizado entre 2023 e 2017 |                                      |                                         |                     |
| 2016                                    | Florin Mergea Horia Tecău            | Chris Guccione André Sá                 | 7–5, 6–4            |
| 2015                                    | Marius Copil Adrian Ungur            | Nicholas Monroe Artem Sitak             | 3–6, 7–5, [17–15]   |
| 2014                                    | Jean-Julien Rojer Horia Tecău        | Mariusz Fyrstenberg Marcin Matkowski    | 6–4, 6–4            |
| 2013                                    | Max Mirnyi Horia Tecău               | Lukáš Dlouhý Oliver Marach              | 4–6, 6–4, [10–6]    |
| 2012                                    | Robert Lindstedt Horia Tecău         | Jérémy Chardy Łukasz Kubot              | 7–62, 6–3           |
| 2011                                    | Daniele Bracciali Potito Starace     | Julian Knowle David Marrero             | 3–6, 6–4, [10–8]    |
| 2010                                    | Juan Ignacio Chela Łukasz Kubot      | Marcel Granollers Santiago Ventura      | 6–2, 5–7, [13–11]   |
| 2009                                    | František Čermák Michal Mertiňák     | Johan Brunström Jean-Julien Rojer       | 6–2, 6–4            |
| 2008                                    | Nicolás Devilder Paul-Henri Mathieu  | Mariusz Fyrstenberg Marcin Matkowski    | 7–64, 96–7, [22–20] |
| 2007                                    | Oliver Marach Michal Mertiňák        | Martín García Sebastián Prieto          | 7–62, 7–68          |
| 2006                                    | Mariusz Fyrstenberg Marcin Matkowski | Martín García Luis Horna                | 56–7, 7–65, [10–8]  |
| 2005                                    | José Acasuso Sebastián Prieto        | Victor Hănescu Andrei Pavel             | 6–3, 4–6, 6–3       |
| 2004                                    | Lucas Arnold Ker Mariano Hood        | José Acasuso Óscar Hernández            | 7–65, 6–1           |
| 2003                                    | Karsten Braasch Sargis Sargsian      | Simon Aspelin Jeff Coetzee              | 7–67, 6–2           |
| 2002                                    | Jens Knippschild Peter Nyborg        | Emilio Benfele Alvarez Andres Schneiter | 6–3, 6–3            |
| 2001                                    | Aleksandar Kitinov Johan Landsberg   | Pablo Albano Marc-Kevin Goellner        | 6–4, 56–7, [10–6]   |
| 2000                                    | Alberto Martín Eyal Ran              | Devin Bowen Mariano Hood                | 7–64, 6–1           |
| 1999                                    | Lucas Arnold Ker Martín García       | Marc-Kevin Goellner Francisco Montana   | 6–3, 2–6, 6–3       |
| 1998                                    | Andrei Pavel Gabriel Trifu           | George Cosac Dinu Pescariu              | 7–6, 7–6            |
| 1997                                    | Luis Lobo Javier Sánchez             | Hendrik Jan Davids Daniel Orsanic       | 7–5, 7–5            |
| 1996                                    | David Ekerot Jeff Tarango            | David Adams Menno Oosting               | 7–6, 7–6            |
| 1995                                    | Mark Keil Jeff Tarango               | Cyril Suk Daniel Vacek                  | 6–4, 7–6            |
| 1994                                    | Wayne Arthurs Simon Youl             | Jordi Arrese José Antonio Conde         | 6–4, 6–4            |
| 1993                                    | Menno Oosting Libor Pimek            | George Cosac Ciprian Porumb             | 7–6, 7–6            |